# Catilinárias

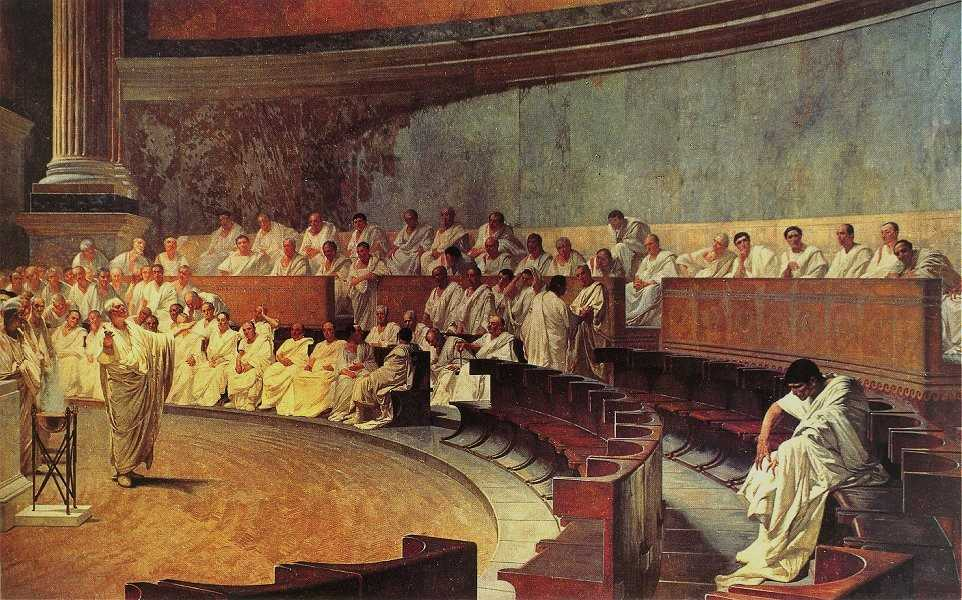
Cicero acusando Catilina no senado (Afresco de Cesare Maccari, século XIX)

As Catilinárias (em latim In Catilinam Orationes Quattuor) são uma série de quatro discursos célebres de Cícero, o cônsul romano Marco Túlio Cícero, pronunciados em 63 a.C. Os discursos são um ato de denúncia contra a conspiração pretendida pelo senador Lúcio Sérgio Catilina, que logo de início destila:
"Até quando, Catilina, abusarás de nossa paciência? (...) Não vês que tua conspiração foi dominada pelos que a conhecem?"

## Contexto histórico dos discursos

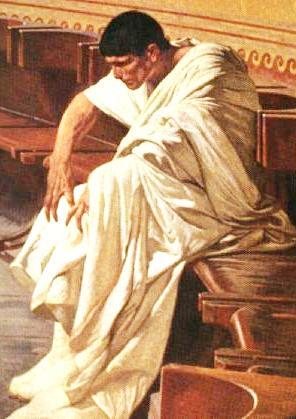
Cícero denuncia Catilina no Senado Romano (pintura de Cesare Maccari)

O primeiro e o último destes discursos foram dirigidos ao Senado Romano, os outros dois foram proferidos diretamente ao povo romano. Todos quatro foram compostos para denunciar explicitamente Lúcio Sérgio Catilina no contexto da Segunda Conspiração Catilinária.
Falido financeiramente, Catilina, filho de família nobre, juntamente com seus seguidores subversivos, planejava derrubar o governo republicano para obter riquezas e poder. No entanto, após o confronto aberto por Cícero no senado, Catilina resolveu afastar-se do senado, indo juntar-se a seu exército ilícito para armar defesa.
Segundo registros históricos, após o quarto discurso, Catilina estava condenado à morte, mas recusou-se a entregar-se e foi morto em um campo de batalha no ano seguinte.

### Contexto político
O modelo político de República passou a vigorar na antiga Roma após a queda do último rei da dinastia etrusca  que governou Roma durante 244 anos, chamado Tarquínio, o Soberbo, no ano de 509 a.C. Com o advento da República, a estrutura monárquica foi abandonada e, em seu lugar, novas instituições foram erguidas.
Cícero, que havia sido designado como um dos cônsules, no ano de 63 a.C., encarregou-se de desmascarar Catilina dentro do senado, por meio de discursos, os quais ficaram conhecidos até hoje por Catilinárias e são notáveis pela elegância de estilo e pela firmeza das acusações ciceronianas.

## Excerto
Até quando, Catilina, abusarás da nossa paciência? 
Por quanto tempo a tua loucura há de zombar de nós? 
A que extremos se há de precipitar a tua desenfreada audácia?
Nem a guarda noturna do Palatino, 
nem a ronda da cidade, 
nem o temor do povo,
 nem a afluência de todos os homens de bem, 
nem este local tão bem protegido para a reunião do Senado,
 nem a expressão do voto destas pessoas?
 nada disto conseguiu perturbar-te?
 Não te dás conta que os teus planos foram descobertos?
 Não vês que a tua conspiração está vinculado ao conhecimento de tudo isto? 
Quem, dentre nós, pensas tu que ignora o que fizeste na noite passada e na precedente, onde estiveste, com quem te encontraste, que decisão tomaste? 
Oh tempos, oh costumes!Original (em latim):  Marcus Tullius Cicero— Quo usque tandem abutere, Catilina, patientia nostra?
Quam diu etiam furor iste tuus eludet? 
Quem ad finem sese effrenata iactabit audacia? 
Nihilne te nocturnum praesidium Palatii,
 nihil urbis vigiliae,
 nihil timor populi,
 nihil concursus bonorum omnium, 
nihil hic munitissimus habendi senatus locus,
 nihil horum ora vultusque moverunt?
Patere tua consilia non sentis? 
Constrictam omnium horum scientia teneri coniurationem tuam non vides?
 Quid proxima, quid superiore nocte egeris, ubi fueris, quos convocaveris, quid consilii ceperis, quem nostrum ignorare arbitraris? 
O tempora, o mores!
 (em latim)